# II liga polska w hokeju na lodzie (1956/1957)
II liga polska w hokeju na lodzie w sezonie 1956/1957 została rozegrana na przełomie 1956 oraz 1957 roku i była druga edycją drugiego poziomu ligowego hokeja na lodzie w Polsce. 

## Eliminacje
Na dni 1-4 marca 1956 zaplanowano eliminacje do II ligi 1956/1957, w których przewidziano udział zespołów: Stal Rzeszów (mistrz okręgu rzeszowskiego), Cracovia (mistrz okręgu krakowskiego, pokonała AZS Kraków), wicemistrz okręgu katowickiego, mistrz okręgu kieleckiego.

## Formuła
Podczas krajowej konferencji sprawozdawczo wyborczej Sekcji Hokeja na Lodzie Głównego Komitetu Kultury Fizycznej (SHL GKKF, tymczasowo zastępująca PZHL w latach 50.) 11 października 1956 rozlosowano kolejki ligowe (I runda: 1, 8, 15, 22, 29 grudnia 1956, 5, 15 stycznia 1957; II runda: 19, 26 stycznia, 2, 6, 9, 23 lutego, 2 marca 1957.
Uczestnicy: Stal Baildon Katowice, Unia Wyry, Piast Cieszyn, Gwardia Katowice, AZS Warszawa, AZS Katowice, Gwardia Bydgoszcz, Górnik Szopienice.